# Legacy (álbum)
Legacy ("Legado") é o quarto álbum de estúdio da banda tunisiana de metal progressivo Myrath, lançado em 19 de fevereiro de 2016. O nome do álbum também é o nome da banda quando traduzido para o inglês.
Enquanto a banda o preparava, já estavam pensando em seu sucessor Shehili. Segundo eles, as canções dos dois trabalhos estão conectadas. Foi originalmente planejado para ser lançado em 12 de fevereiro.
A música "Believer" foi descrita como "um hino para quem duvida, quem tem medo, quem quer desistir, quem sofre". Após uma campanha de financiamento coletivo a banda gastou € 45.000 para contratar dois produtores de Game of Thrones para o clipe a faixa. Inicialmente, eles queriam criar algo que se distanciasse do que achavam ser"clichês" tunisianos, mas depois de não receberem respostas do governo local quanto a autorizações para fazer imagens em determinados locais, mudaram o conceito.

## Recepção
| Críticas profissionais | Críticas profissionais |
| Avaliações da crítica  | Avaliações da crítica  |
| Fonte                  | Avaliação              |
| ---------------------- | ---------------------- |
| Metal Hammer           | [ 1 ]                  |
| My Global Mind         | [ 2 ]                  |

Dave Ling da Metal Hammer elogiou a mistura de metal e elementos tradicionais orientais, dizendo que a adição deste último não "diminui completamente o fator metal do álbum" e terminou sua crítica dizendo que Legacy "não será para todos, mas as almas aventureiras vão adorá-lo".
Chris Martin chamou Legacy de "um espetáculo brilhante misturando metal progressivo melódico com faixas de teclado árabes impressionantes e melodias vocais que ouvem os sons do Oriente" em sua crítica para o My Global Mind. Ele também o considerou o melhor álbum do grupo e um possível candidato a álbum do ano.

## Lista de faixas
| N.º            | Título                                           | Duração |  |
| 1.             | "Jasmin" (Jasmim)                                | 1:48    |  |
| 2.             | "Believer" (Crente)                              | 4:32    |  |
| 3.             | "Get Your Freedom Back" (Recupere Sua Liberdade) | 3:57    |  |
| 4.             | "Nobody's Lives" (Vidas de Ninguém)              | 5:43    |  |
| 5.             | "The Needle" (A Agulha)                          | 5:06    |  |
| 6.             | "Through Your Eyes" (Através dos Seus Olhos)     | 5:57    |  |
| 7.             | "The Unburnt" (O Não-Queimado)                   | 4:36    |  |
| 8.             | "I Want to Die" (Eu Quero Morrer)                | 4:39    |  |
| 9.             | "Duat" (Tuat)                                    | 5:26    |  |
| 10.            | "Endure the Silence" (Aguente o Silêncio)        | 4:44    |  |
| 11.            | "Storm of Lies" (Tempestade de Mentiras)         | 4:35    |  |
| Duração total: | Duração total:                                   | 51:03   |  |

| Faixa bônus estadunidense |                           |         |  |
| N.º                       | Título                    | Duração |  |
| 12.                       | "Other Side" (Outro Lado) | 5:10    |  |
| Duração total:            | Duração total:            | 56:13   |  |

| Faixas bônus japonesas |                                                          |         |  |
| N.º                    | Título                                                   | Duração |  |
| 12.                    | "Believer Karaoke" (Crente Karaokê)                      | 4:32    |  |
| 13.                    | "Storm of Lies Karaoke" (Tempestade de Mentiras Karaokê) | 4:35    |  |
| Duração total:         | Duração total:                                           | 60:10   |  |

## Créditos
De acordo com o site oficial da banda:

### Myrath
- Zaher Zorgati - vocais principais e de apoio
- Malek Ben Arbia - guitarras
- Anis Jouini - baixo
- Elyes Bouchoucha - teclados, vocais de apoio, arranjos
- Morgan Bethet - bateria

### Músicos convidados
- Bechir Gharbi, Riadh Ben Amor - violinos
- Mohamed Gharbi, Hamza Obba - violinos e alto
- Akrem Ben Romdhane - oud
- Koutaiba Rahali - gasba, ney
- Aurélien Joucla, Audrey Bedos - coros

### Pessoal técnico
- Kevin Codfert - produtor, arranjos, gravação e engenharia (os dois últimos no X fade Studio)
- Fredrik Nordström - mixagem
- Jens Bogren - mixagem e masterização no Fascination Street Studios
- Perrine Prérez Fuentes - arte e encarte
- Ayoub Hidri e Martha Vergeot - design de logotipo
- Cordas gravadas em Studio Event